# Krzysztof Zięcik (piłkarz)
Krzysztof Zięcik (ur. 2 lipca 1960 w Szczecinie) – polski piłkarz, występujący na pozycji pomocnika, trener piłkarski.

## Kariera
Jest wychowankiem Pogoni Szczecin. W juniorach tego klubu występował od siódmego roku życia. W 1977 roku awansował do drużyny seniorów. W sezonie 1978/1979 rozegrał w barwach Pogoni jeden mecz w I lidze, przeciwko Legii Warszawa. W 1979 roku Pogoń spadła do II ligi. Zięcik w barwach szczecińskiego klubu występował do 1981 roku. W latach 1981–1983 występował w Stilonie Gorzów Wielkopolski i Stoczniowcu Barlinek, po czym został zawodnikiem Stali Stocznia Szczecin. W 1986 roku przeszedł do GKS Jastrzębie. Z klubem tym w 1988 roku awansował do I ligi. W sezonie 1988/1989 rozegrał 25 spotkań w I lidze. Z jastrzębskiego klubu odszedł w 1990 roku. Następnie wyjechał do Francji, gdzie grał w amatorskim klubie ESV Vouziers.
W 1996 roku przeszedł do CAFC Péronne, gdzie był grającym trenerem. W okresie, kiedy pracował w tym klubie, ukończył Akademię Trenerską Clairefontaine, zakończoną uzyskaniem dyplomu DEPF. Klub z Péronne trenował do 2004 roku, a następnie był szkoleniowcem JA Armentières. W latach 2006–2008 był asystentem Roberta Nouzareta w reprezentacji Gwinei. W 2007 roku był ponadto selekcjonerem reprezentacji Gwinei U-21. W latach 2008–2009 pełnił funkcję trenera US Créteil-Lusitanos, zaś w latach 2011–2015 – IC Croix. Z tym ostatnim klubem dotarł do 1/8 finału Pucharu Francji.

## Statystyki ligowe
| Sezon     | Klub                       | Liga     | Mecze | Gole |
| --------- | -------------------------- | -------- | ----- | ---- |
| 1977/1978 | Pogoń Szczecin             | I liga   | 0     | 0    |
| 1978/1979 | Pogoń Szczecin             | I liga   | 1     | 0    |
| 1979/1980 | Pogoń Szczecin             | II liga  | ?     | ?    |
| 1980/1981 | Pogoń Szczecin             | II liga  | ?     | ?    |
| 1981/1982 | Stilon Gorzów Wielkopolski | II liga  | ?     | ?    |
| 1982/1983 | Stoczniowiec Barlinek      | III liga | ?     | ?    |
| 1983/1984 | Stal Stocznia Szczecin     | II liga  | ?     | ?    |
| 1984/1985 | Stal Stocznia Szczecin     | II liga  | ?     | ?    |
| 1985/1986 | Stal Stocznia Szczecin     | II liga  | ?     | ?    |
| 1986/1987 | GKS Jastrzębie             | II liga  | 29    | 7    |
| 1987/1988 | GKS Jastrzębie             | II liga  | ?     | ?    |
| 1988/1989 | GKS Jastrzębie             | I liga   | 25    | 0    |
| 1989/1990 | GKS Jastrzębie             | II liga  | 32    | 9    |
| 1999/2000 | CAFC Péronne               | CFA 2    | ?     | ?    |
| 2004/2005 | JA Armentières             | CFA 2    | ?     | ?    |